# Vành đai Orinoco
Vành đai Orinoco là một lãnh thổ ở dải phía nam của lưu vực sông Orinoco phía đông Venezuela, nơi có các mỏ dầu lớn nhất thế giới. Tên tiếng Tây Ban Nha địa phương của nó là Faja Petrolífera del Orinoco (Vành đai dầu mỏ Orinoco). Vành đai Orinoco nằm ở Guárico và phía nam của các bang Anzoátegui, Monagas và Delta Amacuro, và nó đi theo dòng sông. Nó có diện tích là khoảng 600 km (370 mi) từ đông sang tây, và 70 km (43 mi) từ bắc xuống nam, với diện tích khoảng 55.314 km2 (21.357 dặm vuông).

## Trữ lượng dầu mỏ
Vành đai Orinoco bao gồm các khoản trầm tích lớn của dầu thô cực nặng. Các mỏ dầu nặng của Venezuela khoảng 1.200 tỷ thùng (1.9 × 1011 m3), được tìm thấy chủ yếu trong Vành đai Dầu mỏ Orinoco, được ước tính xấp xỉ bằng trữ lượng dầu nhẹ hơn của thế giới. Petróleos de Venezuela SA đã ước tính rằng trữ lượng sản xuất của Vành đai Orinoco lên tới 235 tỷ thùng (3,74×1010 m3) sẽ trở thành nơi dự trữ xăng dầu lớn nhất thế giới, vượt xa nguồn dầu mỏ không theo quy ước tương tự ở cát dầu Athabasca và trước Ả Rập Saudi. Năm 2009, Cục Khảo sát Địa chất Hoa Kỳ đã tăng trữ lượng ước tính lên 513 tỷ thùng (8,16 × 1010 m³ ) dầu "có thể phục hồi về mặt kỹ thuật (có thể sử dụng công nghệ hiện có và thực hành công nghiệp). " Không có ước tính bao nhiêu dầu có thể phục hồi kinh tế đã được thực hiện.
Vành đai Orinoco hiện được chia thành bốn khu vực thăm dò và sản xuất. Đó là: Boyacá (trước Machete), Junín (trước Zuata), Ayacucho (trước Hamaca) và Carabobo (trước Cerro Negro). Khu vực thăm dò hiện tại rộng khoảng 11,593 km2 (4,476 dặm vuông).